# Madison Square Garden
Il Madison Square Garden, conosciuto anche come MSG, The World’s Most Famous Arena, o più semplicemente The Garden, è un famoso impianto sportivo che sorge a Manhattan, nella città di New York, negli Stati Uniti. Dal 1968 è l’arena casalinga dei New York Knicks dell’NBA e dei New York Rangers dell’NHL.
Nel basket è conosciuto anche come “The Mecca”.
Ha cambiato sede più volte: attualmente è sulla 7º Avenue, tra la 31º e la 33º strada. Presta il nome al Madison Square Garden Network, un canale satellitare che trasmette molti degli eventi che vi si tengono.

## Storia
Aperto nel 1968 e costato 123 milioni di dollari su progetto di Charles Luckman, può ospitare circa 20.000 persone. All'interno della struttura fa parte anche una zona chiamata Theater at Madison Square Garden che ospita solitamente convegni, incontri di pugilato e concerti, e contiene tra le 2.000 e le 8.000 persone. Ne è proprietario la Cablevision.
L'attuale Madison Square Garden è il quarto impianto a portare questo nome. Il primo impianto è entrato in funzione nel 1879 e venne chiuso nel 1889 per essere demolito e lasciare spazio ad un nuovo impianto. Il secondo Madison Square Garden progettato dall'architetto Stanford White è rimasto in funzione fino al 1925, quando ne venne decisa la demolizione.
Il terzo Madison Square Garden fu il primo impianto ad essere ubicato fuori da Madison Square: entrato in funzione nel 1925, chiuse i battenti nel 1968, quando venne inaugurato l'attuale impianto. Il terzo Madison Square Garden è nella storia della boxe per avere ospitato molti degli incontri di Joe Louis e molti incontri di Primo Carnera divenuto campione del mondo dei pesi massimi proprio in questa arena nel 1933 battendo Jack Sharkey. In questo stesso impianto il 17 aprile 1967 Nino Benvenuti conquistò il titolo mondiale dei pesi medi battendo Emile Griffith.
Il 19 maggio 1962, il terzo Madison Square Garden ospitò uno degli eventi più iconici della cultura americana del XX secolo: la celebrazione del 45º compleanno del Presidente John F. Kennedy, avvenuta con dieci giorni di anticipo rispetto alla data effettiva. Durante la serata, davanti a circa 15.000 spettatori, l'attrice Marilyn Monroe salì sul palco e, introdotta con grande enfasi, si esibì intonando una sensuale versione della canzone "Happy Birthday, Mr. President", accompagnata al pianoforte da Hank Jones. Al termine del brano, rivolse un breve discorso al pubblico e proseguì con una reinterpretazione del brano "Thanks for the Memory", con testo adattato per l'occasione. Dopo l'esibizione, il presidente Kennedy salì sul palco per ringraziarla pubblicamente. L’evento è ricordato per la carica simbolica e mediatica della performance, che acquistò ulteriore risonanza nei mesi successivi: Marilyn Monroe morì infatti il 4 agosto dello stesso anno, in circostanze mai del tutto chiarite, ufficialmente attribuite a un suicidio.

## Principali eventi

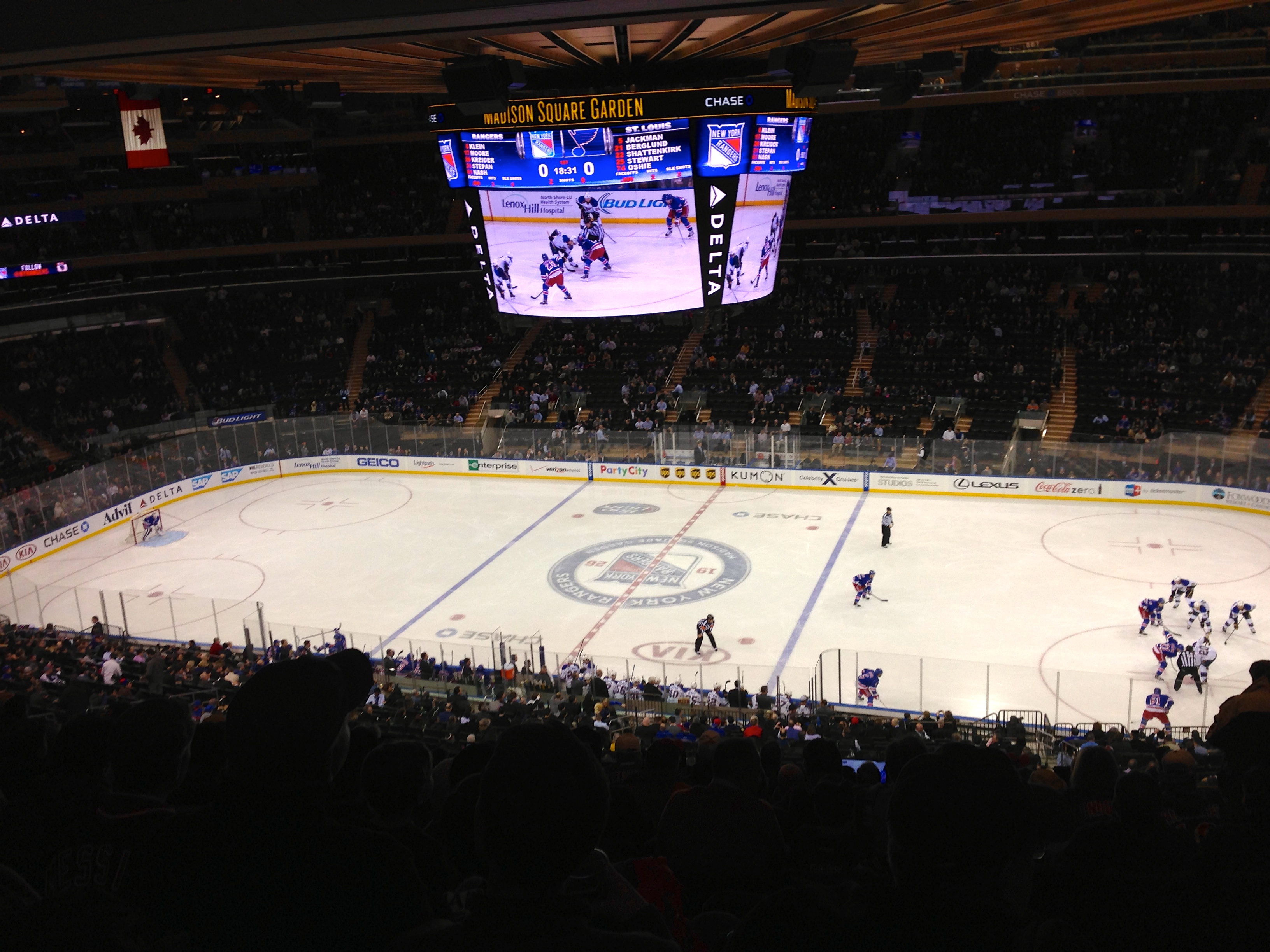
I New York Rangers e i St. Louis Blues giocano a hockey nel gennaio 2014

L'arena è conosciuta soprattutto per essere lo stadio casalingo della squadra di basket dell’NBA dei New York Knicks e la squadra di hockey dei New York Rangers di NHL. Ospita anche le partite casalinghe delle New York Liberty (WNBA) e dei St. John's Red Storm (NCAA).
La struttura ospita inoltre quasi ogni altra attività al chiuso che richiama grande pubblico, come il Ringling Brothers and Barnum and Bailey Circus quando viene a New York, il draft NBA, e convention dei maggiori partiti americani: quello repubblicano (ad esempio nel 2004) e quello democratico (ad esempio nel 1992).
La World Wrestling Federation/Entertainment, federazione di wrestling, ci teneva anche molti dei suoi spettacoli, facendo sold-out 200 (300 non effettive) volte circa grazie alla stella del wrestling degli anni sessanta Bruno Sammartino, teneva lì i maggiori spettacoli della federazione come WrestleMania, Survivor Series e Royal Rumble; nel 2005 aveva interrotto la collaborazione, ma da settembre 2006 l'azienda guidata da Vince McMahon è tornata a calcare il ring dell'arena. Bruno Sammartino detiene il record di sold out stabiliti da un atleta al Madison Square Garden, ben 188.
Il Garden è anche nella storia della boxe, avendo ospitato match leggendari come il primo e il secondo incontro tra Joe Frazier e Muhammad Ali, quello tra Roberto Durán e Ken Buchanan e proprio poco dopo la sua apertura il terzo degli incontri tra Benvenuti e Griffith, vinto dal pugile italiano, dopo il primo vinto da Benvenuti nel precedente impianto e la rivincita di Griffith nel secondo incontro disputato allo Shea Stadium.
Il Madison Square Garden è stato, ed è ancora, sede di molti importanti concerti pop e rock, come quelli di Simon & Garfunkel (giugno 1972; i cantanti vi si esibirono di nuovo nel 2009) e dei Led Zeppelin nel 1973. Leggendari anche i concerti di Frank Sinatra, di Elvis Presley, che qui si esibì per quattro eventi sold-out nel 1972, di Bruce Springsteen, di Elton John, dei Queen, dei Jethro Tull, dei Genesis, dei Bon Jovi, dei Duran Duran (1984 due date sold out, 1987 due date, 1993, 2005 sold out e 2011 sold out), dei Guns N' Roses, di Madonna, di Britney Spears, di Céline Dion, di Mariah Carey, di David Bowie, che qui celebrò i suoi 50 anni con un concerto-evento assieme a Lou Reed, i Foo Fighters, The Cure, Billy Corgan e Sonic Youth. Ha ospitato, inoltre, una storica esibizione (sold out, 10 dicembre 1984) di Luciano Pavarotti. Nel 2000 si tenne un concerto dei Nine Inch Nails con ospite speciale Marilyn Manson. Lo stadio ha visto inoltre importanti manifestazioni, come il concerto per New York City in seguito agli attentati dell'11 settembre 2001. Curiosamente, proprio il giorno prima degli attentati alle torri gemelle, il Garden aveva ospitato un altro importante concerto, lo show di Michael Jackson per il suo trentennale di carriera, con ospite Britney Spears. Ha ospitato l'ultimo concerto di John Lennon nel 1974 insieme a Elton John, prima della sua morte.
Celeberrimi il The Concert for Bangladesh dell'agosto 1971, ideato da George Harrison e a cui parteciparono tra gli altri Ringo Starr, Eric Clapton e Bob Dylan e il Bob Dylan 30th Anniversary Concert, tenutosi nel 1992. Il Garden ha ospitato anche tra i cantanti italiani Orietta Berti per ben sette volte con un pubblico di 20000 spettatori a serata e Iva Zanicchi negli anni 60 e nel 1986 il cantante Nino D'Angelo registrando il tutto esaurito. Nel 2005 si sono esibiti anche per la prima volta nella loro storia al Madison Square Garden gli Oasis. Nel 2008 i Jonas Brothers diventano la band più giovane ad aver fatto il tutto esaurito al Garden, facendo il sold out in 10, nello stesso anno anche il crooner canadese Michael Bublé si è esibito qui registrando il sold out, i Rammstein suonarono qui nel 2010.
I Red Hot Chili Peppers si sono esibiti il 9 febbraio 1996 e il 20 maggio 2003.
La band californiana Green Day si è esibita al MSG tre volte nell'arco della carriera: il primo concerto si è tenuto il 5 dicembre 1994 (durante il quale il frontman della band, Billie Joe Armstrong, suonò interamente nudo un brano del set), il secondo e il terzo, due sold-out consecutivi, hanno avuto luogo il 27 e 28 luglio 2009.
Il cantante canadese Justin Bieber vi si è esibito nel 2010 e nel 2012 (2 serate), la prima volta facendo il tutto esaurito in 22 minuti, la seconda (2012) in 30 secondi per entrambi gli show. Si è esibito di nuovo il 18 e il 19 giugno 2016 sempre in due serate. Sempre nel 2010 vi si sono esibiti anche i Gorillaz e i Jonas Brothers.
Nel corso del 2011 hanno suonato, registrando il tutto esaurito: gli Strokes, Lady Gaga, Elton John, Rush, Linkin Park e i Duran Duran. Il 23 settembre 2011 il gruppo Swedish House Mafia, composto dai tre dj e produttori Axwell, Steve Angello e Sebastian Ingrosso, annuncia un live al Madison Square Garden, il 16 dicembre dello stesso anno, diventando i primi artisti del genere house ad esibirsi nella famosa arena. Ha ospitato anche l'Anger Management Tour di Eminem nel 2005, anche in questa occasione si verificò il tutto esaurito.
Nel 2012 suonarono anche gli One Direction che, facendo il tutto esaurito in soli 2 minuti, batterono il record dei Jonas Brothers. Il 15 novembre del 2014 Hardwell vi tiene l'ultimo concerto del suo tour nel Nord America facendo registrare il tutto esaurito.
Nella notte di capodanno 2015, vi si sono esibiti i Jack Ü, il duo formato dai dj Skrillex e Diplo.
Nel 2022 suonarono anche i Big Time Rush che fecero il tutto esaurito nel giro di pochi secondi con il Forever Tour.
Il record assoluto di concerti tenuti al Madison Square Garden da un cantante è di Billy Joel, con ben 134 tutto esaurito nel corso della sua carriera. Joel detiene anche il record di 12 tutto esaurito consecutivi durante il tour del 2006, testimoniati dal disco dal vivo 12 Gardens Live. Segue Elton John con 60 concerti effettuati, poi i Grateful Dead.

## Ciclismo
Il Madison Square Garden fu chiamato per la prima volta con questo nome nel 1879, quando era innanzitutto un velodromo per le prime competizioni di ciclismo su pista. Il nome di Madison indica peraltro in inglese una specialità del ciclismo su pista nota in italiano come americana.

## Tennis
Dal 1977 al 1989 è stato sede del Masters Grand Prix.

## Galleria d'immagini

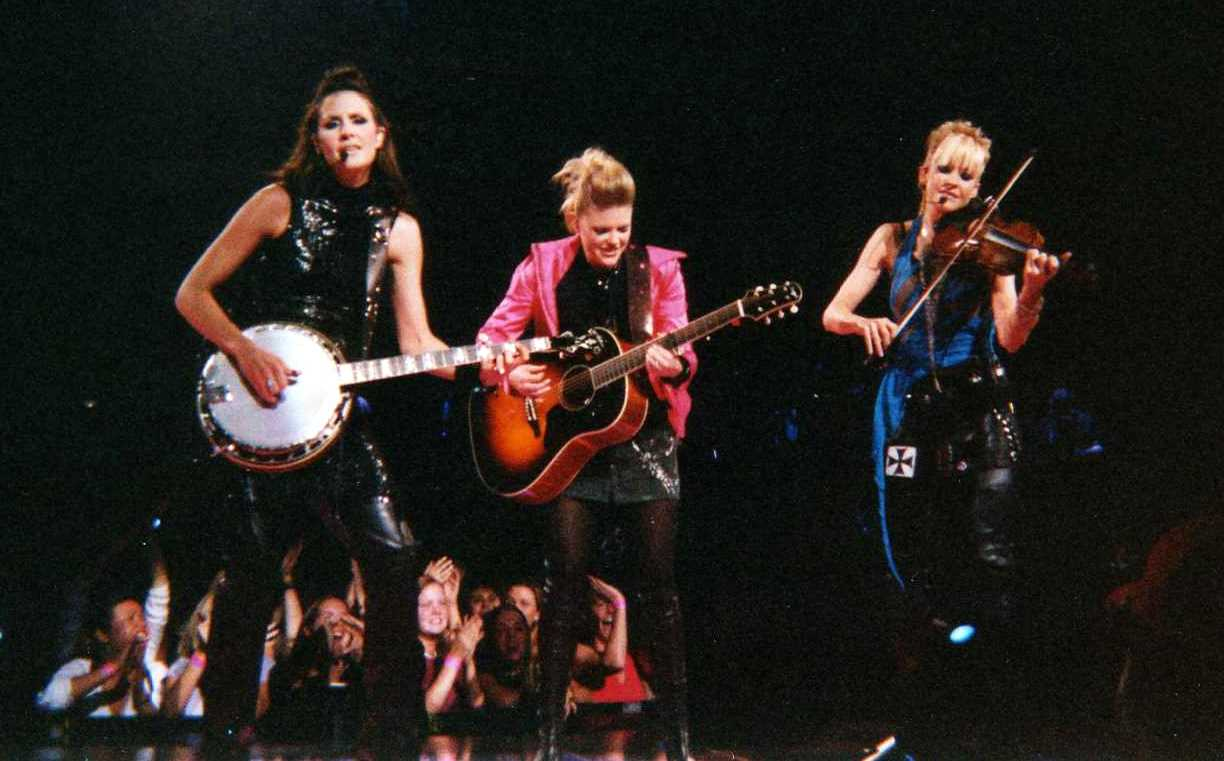
Le Dixie Chicks in concerto nel 2003.
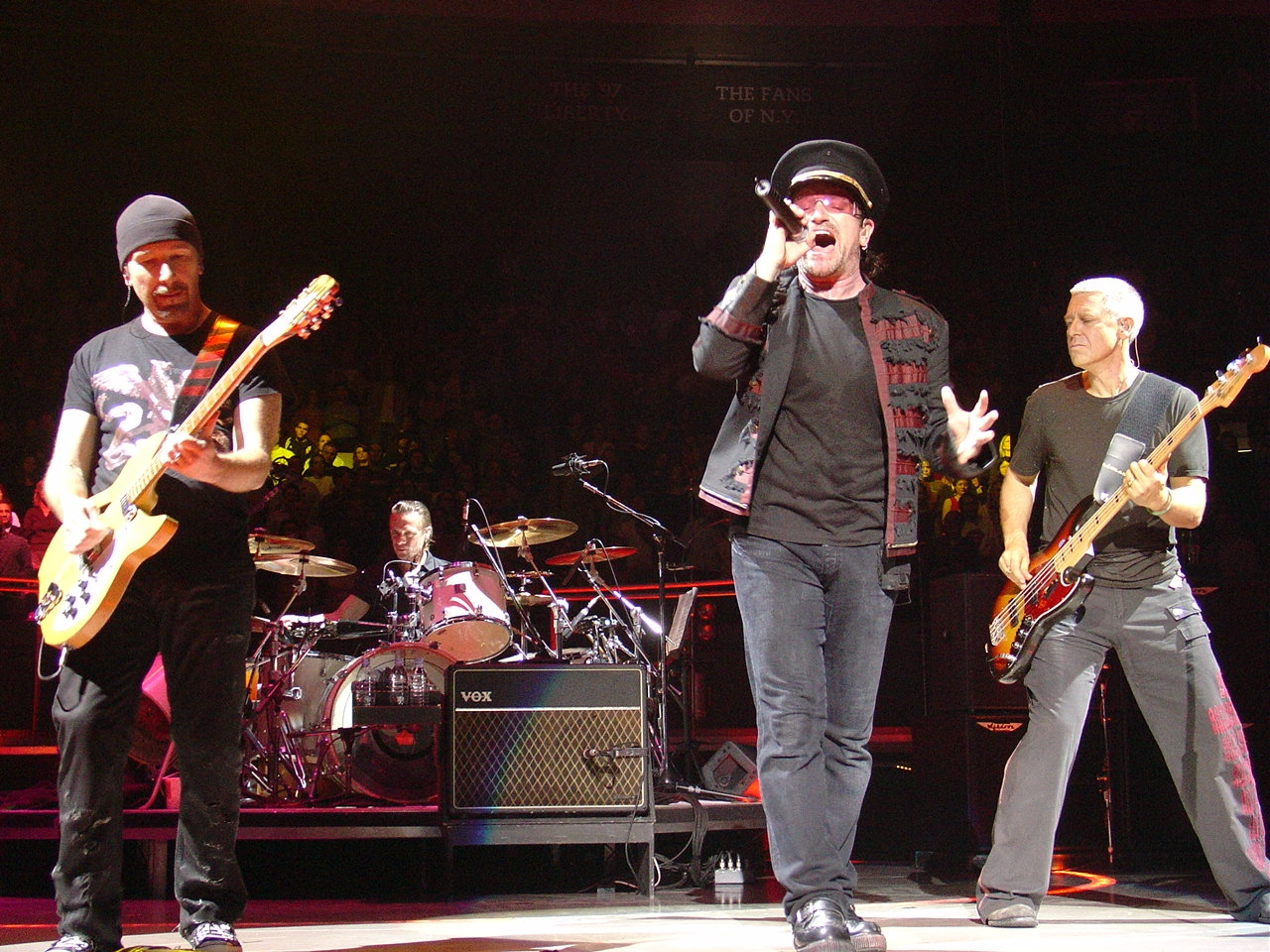
Gli U2 in concerto nel novembre 2005.
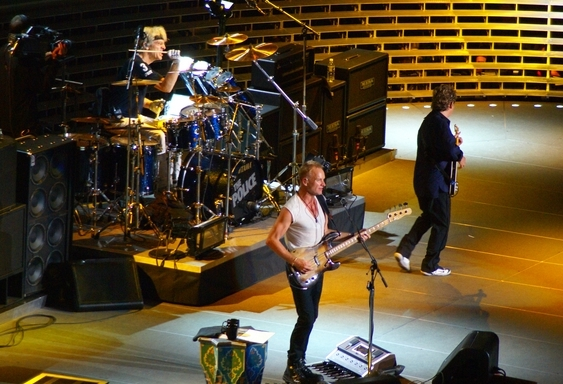
Sting con i The Police durante un concerto durante la Reunion Tour.
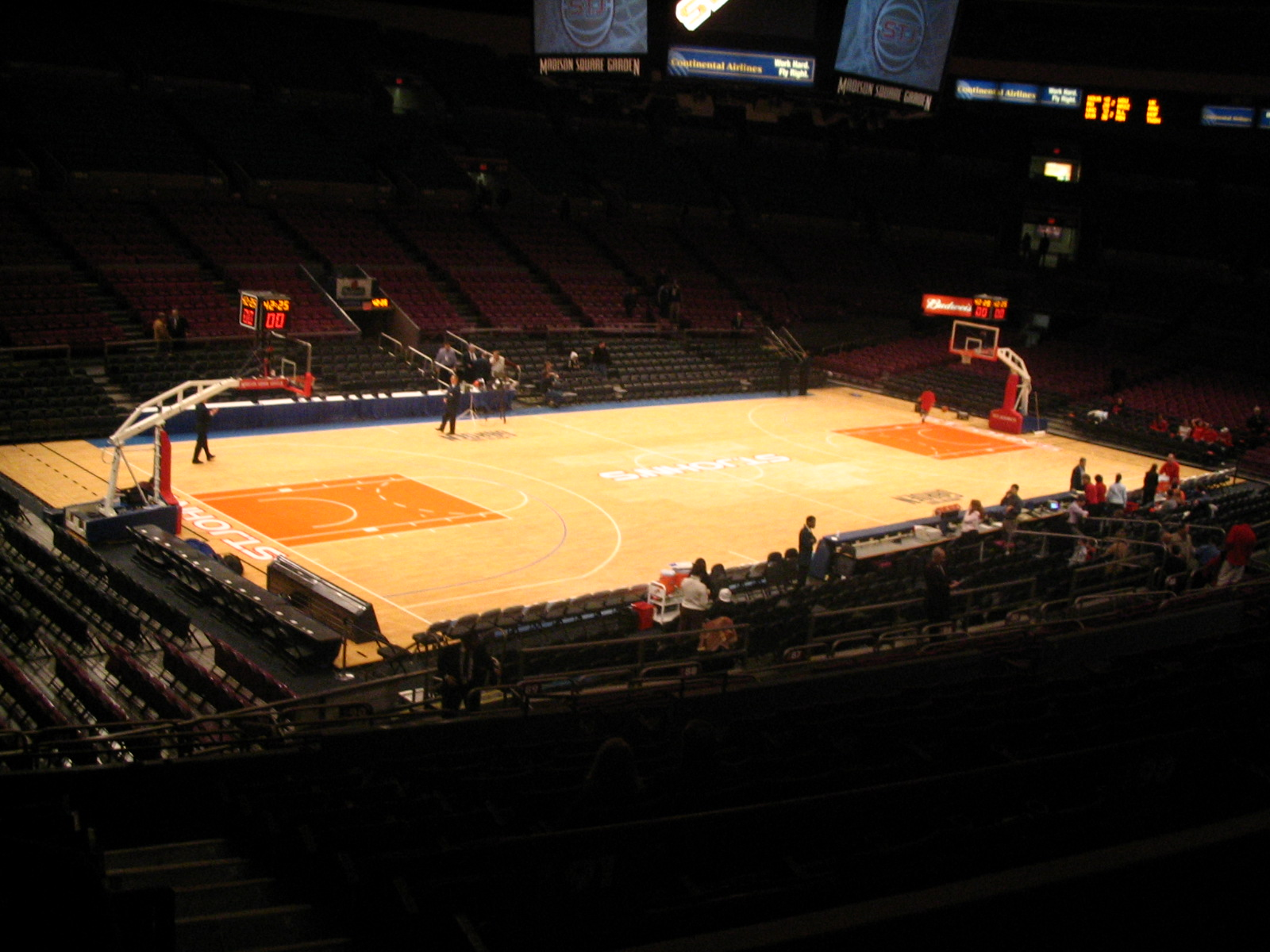
Il campo di basket pronto per una partita della squadra universitaria della St. John's University.
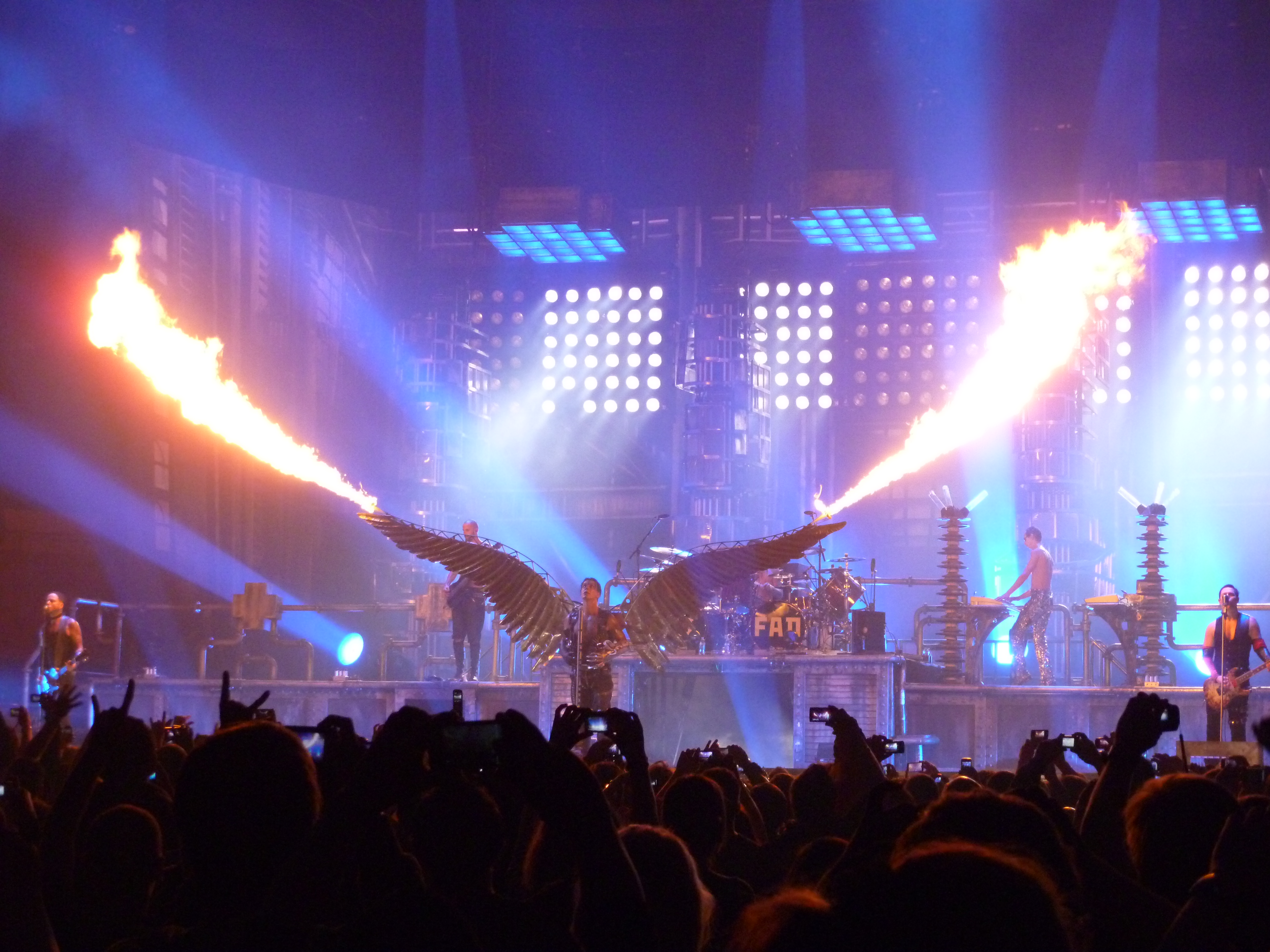
I Rammstein in concerto nel 2010
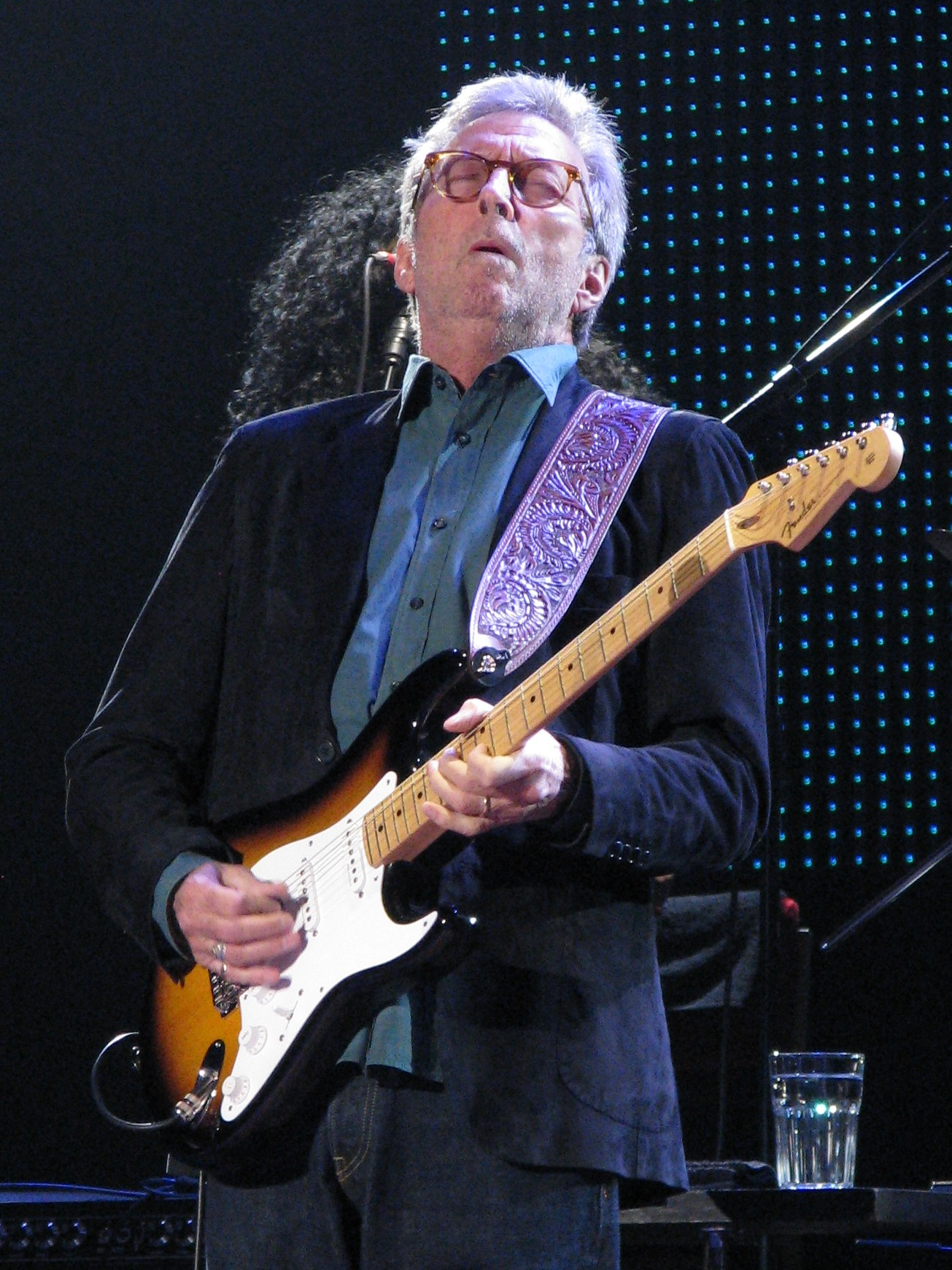
Eric Clapton al Garden nel 2015
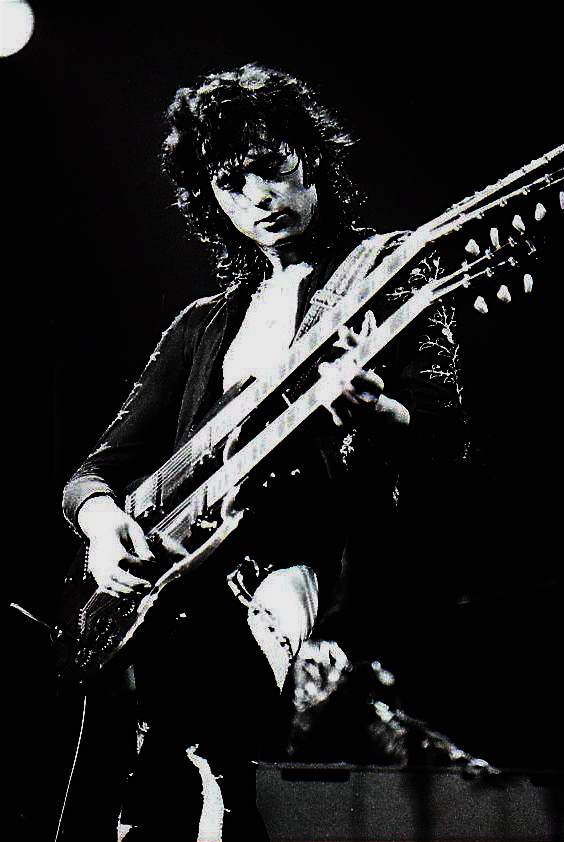
Il chitarrista dei Led Zeppelin Jimmy Page al Madison Square Garden nel 1973
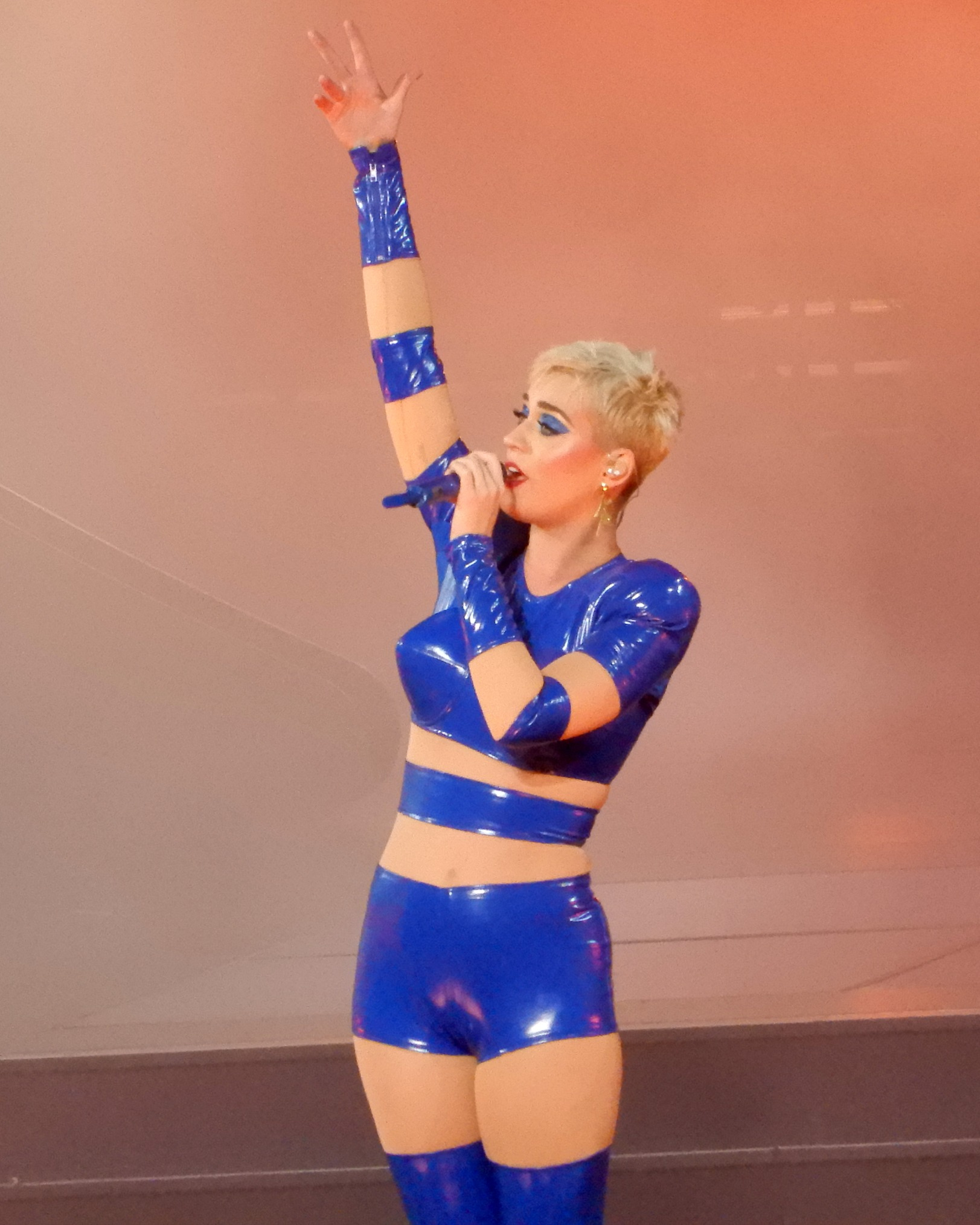
Katy Perry sul palco nel 2017
Lady Gaga al Garden nel 2011

## Curiosità
- Nella serie di cartoni animati televisivi Futurama, ambientata nella New York del quarto millennio, il famoso stadio viene ribattezzato "Madison Cube Garden".
- Nel secondo film della trilogia di Nisio Isin, Kizumonogatari, un personaggio (Meme Oshino) sfoggia una borsa appartenente al merchandise del Madison Square Garden.
- Una delle missioni principali del videogioco pubblicato da Ubisoft The Division è ambientata proprio all’interno dell’arena.